# حماسه (سریال تلویزیونی)
حماسه (به انگلیسی: Epic)، (به ترکی استانبولی: Destan) یک سریال درام تاریخی اکشن ترکیه‌ای به تهیه‌کنندگی مهمت بوزداغ، کارگردانی امیر خلیل‌زاده، فتحی بایرام و متین گونای و نویسندگی نهیر اردم و عایشه فردا اریلماز است. نقش‌های اصلی عبارتند از: ابرو شاهین، ادیپ تپلی و سلیم بایراکتار. طرح داستانی تخیلی است و الهام گرفته از حماسه‌های ترکی است تا واقعیت تاریخی.
این مجموعه، داستان عشق حماسی آکیز است که در پی قتل پدرش توسط آلپاگوخان، یتیم شده و باتوگا، پسر معلولِ آلپاگو و سفر آنها برای به دست آوردن عدالت و انتقام‌گیری از گوک‌خان.

## بازیگران و شخصیت‌ها
| بازیگر                | در نقشِ                        | قسمت‌ها |
| --------------------- | ----------------------------- | ------ |
| ابرو شاهین            | آک‌کیز                         | ۱–۲۸   |
| ادیب تپه‌لی            | باتوگا                        | ۱–۲۸   |
| سلیم بیرقدار          | آلپاگوخان                     | ۱–۲۷   |
| ایپک کاراپینار        | چُلپان‌خان                      | ۱–۲۸   |
| اِورَن اَرلَر             | چالاییر                       | ۱–۲۸   |
| اَسرا کیلیچ            | مِی‌ژین                         | ۱–۲۸   |
| الیف دوغان            | توتکون                        | ۱–۱۹   |
| بوراک توزکوپاران      | تیمور                         | ۱–۲۸   |
| تئومان کومباراجیباشی  | بالامیر                       | ۱–۲۲   |
| کانبولات گورکم ارسلان | سالتوک                        | ۱_۲۴   |
| اِنگین بِنلی            | اُبار                          | ۲۲–۲۷  |
| سَما شِمشَک              | آلاجا                         | ۱۸–۲۳  |
| ملتم پامیرتان         | ییبِک                          | ۱–۲۳   |
| آیسل ییلدیریم         | زن دانا                       | ۱–۲۷   |
| سویل آکی سانر         | زن دانا                       | ۲۳–۲۷  |
| بوسه مرال             | سیرما                         | ۱–۲۸   |
| احمد اُلگون سونئار     | یامان                         | ۱–۲۸   |
| آلپر دوزن             | دانیش‌آنا                      | ۱–۲۸   |
| فاروق آران            | کوزوبیگ                       | ۱–۲۸   |
| دنیز باروت            | اولواجه/وِراخاتون              | ۱–۲۸   |
| گورکان چُلاکر          | کیراچ                         | ۱–۲    |
| جهانگیر کُسَه           | اُتاجی                         | ۱–۵    |
| مَرد اُگوت              | پارس                          | ۲–۸    |
| محمد سرتکان           | تایانگو                       | ۱–۹    |
| عثمان البیرق          | وارگی‌بیگ                      | ۱–۱۷   |
| محرم اُزجان            | تایسو                         | ۸–۱۷   |
| سجا ناز قارابولوت     | ایلای                         | ۱–۱۸   |
| شاهین اَرگونِی          | کون‌آتا                        | ۱–۱۸   |
| بیلگی آیدُغموش         | کیرچیچَک                       | ۱–۲۲   |
| موگه دویگون           | تیلبه                         | ۱–۲۳   |
| هلال اُیسون            | تِلسِم                          | ۱–۲۷   |
| برنا اوچکاللر         | افیل                          | ۱–۲۷   |
| اُنور یِنی‌دنیا          | اِوران (پدر آک‌کیز)             | ۱–۲۷   |
| دُروک سنگزر            | اُکتم                          | ۴–۲۷   |
| دُغانای اونال          | یولابیگ                       | ۱۱–۲۷  |
| بوراک برکای آک‌گول     | کایا                          | ۱–۲۷   |
| عجم سنا بایِر          | گونسلی‌خاتون                   | ۱–۲۷   |
| اوموت تمیزاش          | کاماز                         | ۲۲–۲۷  |
| اُزگور کُچ              | مارسور                        | ۲۲–۲۷  |
| آی‌خان ایشیک           | آُزمن‌بیگ                       | ۲۶–۲۷  |
| بریک آایتژانُف         | امپراتور لی‌دان (امپراتور چین) | ۲۸     |